# Onkalo

Schematisk bild av anläggningen, visande hur långt utgrävningarna nått i mars 2008.

Onkalo är en finsk anläggning för slutförvaring för radioaktivt avfall. Anläggningen är under uppbyggnad i etapper och den definitiva förslutningen beräknas äga rum efter år 2120. Därefter är det av största vikt att förslutningen håller, och förblir orörd, i 100 000 år. Enligt lag ska allt kärnbränsle som har använts i Finland slutförvaras i Finland. Onkalo betyder "fördjupning i berget" på finska. 
Efter det att den finska kärnenergilagen antagits 1994 om att allt kärnavfall som produceras i Finland måste tas om hand i Finland, utvaldes Olkiluoto år 2000 att bli platsen för deponering av allt i Finland använt kärnbränsle. Det är oklart om detta gäller också för kärnbränslet från de nya kärnkraftverk som har andra ägare än.
En testtunnel för djupt slutförvar, känd som Onkalo ("grottan"), byggs nu i granitberggrunden några kilometer från Olkiluoto kärnkraftverk.

## Böcker och filmer
- Into Eternity, en film av danske regissören Michael Madsen[4].[5][6]